# Eublemma irresoluta
Eublemma irresoluta är en fjärilsart som beskrevs av Dyar 1919. Eublemma irresoluta ingår i släktet Eublemma och familjen nattflyn. Inga underarter finns listade i Catalogue of Life.